# Кингстон (Нью-Йорк)
Ки́нгстон (англ. Kingston) — город в штате Нью-Йорк, США. Он находится в 146 километрах севернее Нью-Йорка расположившись вдоль реки Гудзон. Город является центром округа Алстер.

## История
Впервые город упоминается как маленький голландский торговый пост на слиянии рек Гудзон и Эсопус в 1614 году. В 1653 голландцы основали здесь небольшую деревню названную Esopus (позднее Wiltwyck (англ. Wild woods).
В 1777 году Кингстон стал первой столицей штата Нью-Йорк. 20 апреля 1777 года в Кингстоне была принята первая конституция штата Нью-Йорк. Вскоре после битвы при Саратоге город был полностью сожжён британскими войсками. В 1797 году столица переместилась в Олбани.

## География
В Кингстоне есть три признанных района. Район Uptown Stockade, район Midtown и район Downtown Waterfront. Район Аптаун-Стокейд был первой столицей штата Нью-Йорк. В районе Мидтаун, известном своими промышленными предприятиями начала XX века, находятся Центр исполнительских искусств Ольстера и историческое здание мэрии.
Центр города, который когда-то был деревней Рондаут, а теперь является историческим районом Рондаут-Уэст-Странд, граничит с ручьем Рондаут и включает в себя недавно реконструированную набережную. Ручей впадает в реку Гудзон через большую защищенную приливную зону, которая была конечной точкой канала Делавэр и Гудзон, построенного для транспортировки угля из Пенсильвании в Нью-Йорк. Район Рондаут известен своим сообществом художников и множеством художественных галерей. Здесь также проводится ряд фестивалей, включая джазовый фестиваль в Кингстоне и дерби художников на миникарах.

## Известные персоналии
- Вандерлин, Джон (1775—1852) — американский художник.